# Tschyschky (Lwiw)
Tschyschky (ukrainisch Чишки; russisch Чишки Tschischki, polnisch Czyszki) ist ein Dorf in der westukrainischen Oblast Lwiw mit etwa 2400 Einwohnern.
Mit den drei Dörfern Bereschany (Бережани), Sosniwka (Соснівка) und Wolyzja (Волиця) gehörte es bis 2016 zur gleichnamigen Landratsgemeinde, am 18. Dezember 2016 wurde das Dorf ein Teil der neu gegründeten Landgemeinde Dawydiw (Давидівська сільська громада/Dawydiwska silska hromada).
Am 12. Juni 2020 wurde das Dorf, welches bis daher im Rajon Pustomyty lag, ein Teil des neu gegründeten Rajons Lwiw.

## Geschichte
Der Ort wurde im Jahre 1420 als Czesky urkundlich erwähnt, später dann als Czessky (1437), Czyszky (1456), Czesky (1490), Czeski (1578) und so weiter. Der Name ist wahrscheinlich ethnisch (Tschechien), obwohl es schon im Mittelalter ethnisch polnisch war, d. h. die Namen der Einwohner waren in den damaligen historischen Quellen überwiegend polnisch. Der erste Schultheiß und die erste Schöffen waren aber vermutlich deutsch.
Schon im Jahre 1420 gab es eine römisch-katholische Pfarrei. Das Dorf gehörte zunächst zur Adelsrepublik Polen-Litauen, Woiwodschaft Ruthenien, Lemberger Land.
Bei der Ersten Teilung Polens kam das Dorf 1772 zum neuen Königreich Galizien und Lodomerien des habsburgischen Kaiserreichs (ab 1804).
Im Jahre 1900 hatte die Gemeinde Czyszki 315 Häuser mit 1974 Einwohnern, davon alle polnischsprachige, 1897 römisch-katholische, 38 griechisch-katholische, 28 Juden, 11 anderen Glaubens.
Die römisch-katholische Pfarrei wurde vor dem Jahre 1906 errichtet.
Nach dem Ende des Polnisch-Ukrainischen Kriegs 1919 kam die Gemeinde zu Polen. Im Jahre 1921 hatte sie 381 Häuser mit 2171 Einwohnern, davon 2143 Polen, 8 Ruthenen, 1 Deutsche, 19 Juden (Nationalität), 2114 römisch-katholische, 28 griechisch-katholische, 3 evangelische, 26 Juden (Religion).
Im Zweiten Weltkrieg gehörte sie zuerst zur Sowjetunion und ab 1941 zum Generalgouvernement, ab 1945 wieder zur Sowjetunion, heute zur Ukraine.

## Sehenswürdigkeiten
- Römisch-katholische Kirche, 1774 erbaut.

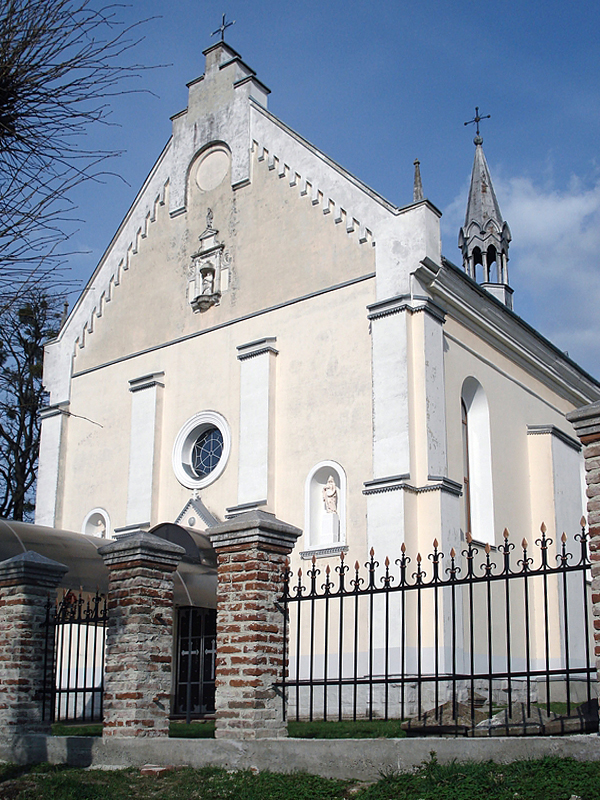